# 蒙特焦尔达诺
蒙特焦尔达诺（義大利語：Montegiordano），是意大利科森扎省的一个市镇。总面积35平方公里，人口2028人，人口密度57.9人/平方公里（2009年）。ISTAT代码为078082。